# تگزاس کپیتال بنک
تگزاس کپیتال بنک (انگلیسی: Texas Capital Bank) شرکت خدمات مالی و بانکداری آمریکایی است، که در سال ۱۹۹۸ تأسیس شد.